# Super Mario Bros. 3
Super Mario Bros. 3 (スーパーマリオブラザーズ3, Sūpā Mario Burazāzu Surī, també conegut com Mario 3, Super Mario 3 i SMB3) és l'últim videojoc de plataformes de la franquícia Mario per a la consola Nintendo Entertainment System. Es va posar en venda el 23 d'octubre de 1988 al Japó i el 12 de febrer de 1990 als Estats Units d'Amèrica. Igual com en títols anteriors SMB3 va ser dissenyat per Shigeru Miyamoto, mentre que la banda sonora va ser composta per Kōji Kondō. El joc reprèn la història del primer títol, en la qual els lampistes Mario i Luigi hauran de salvar la Princesa Peach de les grapes del Rei Koopa.
Abans que es posara en venda als Estats Units, imatges del joc Super Mario Bros. 3 van aparèixer a la pel·lícula The Wizard, motiu que va ajudar a impulsar el joc entre els aficionats. Tanmateix SMB3 ja era accessible en algunes màquines Playchoice-10. Després del seu llançament, el joc va ser un èxit comercial i s'ha convertit en un dels videojocs més venuts en la indústria. Super Mario Bros. 3 ha estat un videojoc ben rebut per la crítica, i ha estat inclòs en nombroses llistes de videojocs.
L'èxit del joc va derivar en una adaptació a una sèrie d'animació basada en els seus elements i en el rellançament del joc en altres consoles anys més tard. El joc es va renovar i es va tornar a publicar en la compilació Super Mario All-Stars per a la consola Super Nintendo en 1993 i en Super Mario Advance 4: Super Mario Bros. 3 per a la Game Boy Advance. El 5 de novembre de 2007 es va rellançar per a la Consola Virtual de Wii en la seua versió original de 8 bits.
El març del 2023 el grup de Projecte 'Ce Trencada' va traduir de manera comunitària i no oficial el joc en català.

## Argument
El Món Xampinyó és atacat pel Rei dels Koopas. Aquesta vegada, Bowser ha enviat als seus set fills, coneguts com Koopalings (コクッパ, Ko Kuppa), per fer el que els abellisca en cada regne, robant els ceptres (varetes màgiques) dels set reis que governen a l'esmentat món i convertint-los en animals i plantes. Mario i Luigi són cridats novament i a cada un d'aquests mons s'infiltren a les naus dels Koopalings, derrotant-los i recuperant les varetes que custodien, per tal de tornar a la normalitat els reis i els seus regnes. Després de salvar l'últim regne, Mario i Luigi reben una carta de Bowser dient-los que ha raptat la princesa Peach, per la qual cosa l'hauran de derrotar per rescatar-la.

## Desenvolupament
| Director                 | Shigeru Miyamoto                |
| Disseny dels personatges | Shigeru Miyamoto                |
| Composició del so        | Koji Kondo                      |
| Guionista                | Shigeru Miyamoto                |
| Productors               | Shigeru Miyamoto Takashi Tezuka |
| Productor executiu       | Satoru Iwata                    |
| Referències              | [ 7 ]                           |

Super Mario Bros. 3 va ser desenvolupat per l'Equip 4 del departament d'Investigació i Desenvolupament de Nintendo al Japó, tardant més de dos anys a completar el joc. El desenvolupador Shigeru Miyamoto va dirigir als dissenyadors i programadors, treballant estretament amb ells durant els conceptes inicials i les fases finals, fomentant un intercanvi lliure d'idees. Miyamoto considerà que les originals idees dels seus col·laboradors eren la clau per crear un joc d'èxit.
El joc va ser dissenyat per atreure jugadors de diversos nivells d'habilitat. Per ajudar els jugadors menys hàbils, les monedes de bonificació i vides extra són més abundants en els primers mons, mentre que els següents presenten reptes més complexos per als jugadors més experimentats. En el mode per a dos jugadors, els jugadors alternen torns per equilibrar el temps de joc. L'equip de desenvolupament va incloure nous power-ups i conceptes que li donarien a Mario l'aparença de diferents criatures com un mitjà perquè li proporcionen noves habilitats. Una de les idees inicials per al joc, va ser la d'un Mario convertint-se en un centaure, si bé finalment va acabar descartant-se, en susbtitució d'una cua d'ossa rentadora que proporciona a Mario l'habilitat de volar per un temps limitat. Altres vestits amb habilitats diferents es van afegir al seu repertori i els nivells van ser dissenyats per aprofitar les esmentades capacitats. A més, es van incloure nous enemics per agregar diversitat al joc, junt amb les variants d'enemics anteriors, tals com els Goomba, els Hammer Bros. i els Koopa Troopa.
Les experiències personals de Miyamoto i el seu equip van servir d'inspiració per a nous enemics. Per exemple, la idea dels enemics Chain Chomp (ワンワン, Wan Wan, criatures esfèriques semblants a un gos) prové d'una mala experiència que Miyamoto va tenir amb un gos quan era un infant. Els fills de Bowser van ser dissenyats per ser únics en aparença i personalitat, basats en set dels programadors, com un homenatge al seu treball i esforç. Els noms d'ells serien després canviats per músics coneguts en la seua traducció a l'anglès. A la versió americana del joc (i l'europea, basada en aquesta) va haver-hi algunes xicotetes diferències gràfiques i - perquè el nivell de dificultat fóra una mica més senzill - es va modificar el joc per a fer que si Mario fóra colpejat per un enemic, aquest simplement perdria qualsevol power-up que posseïra en comptes de tornar a la seua mida, com en l'original Super Mario Bros. - és a dir, si Fire Mario o Raccoon Mario eren colpejats, tornaven a ser Super Mario (el gran) i no el Mario original (més xicotet).

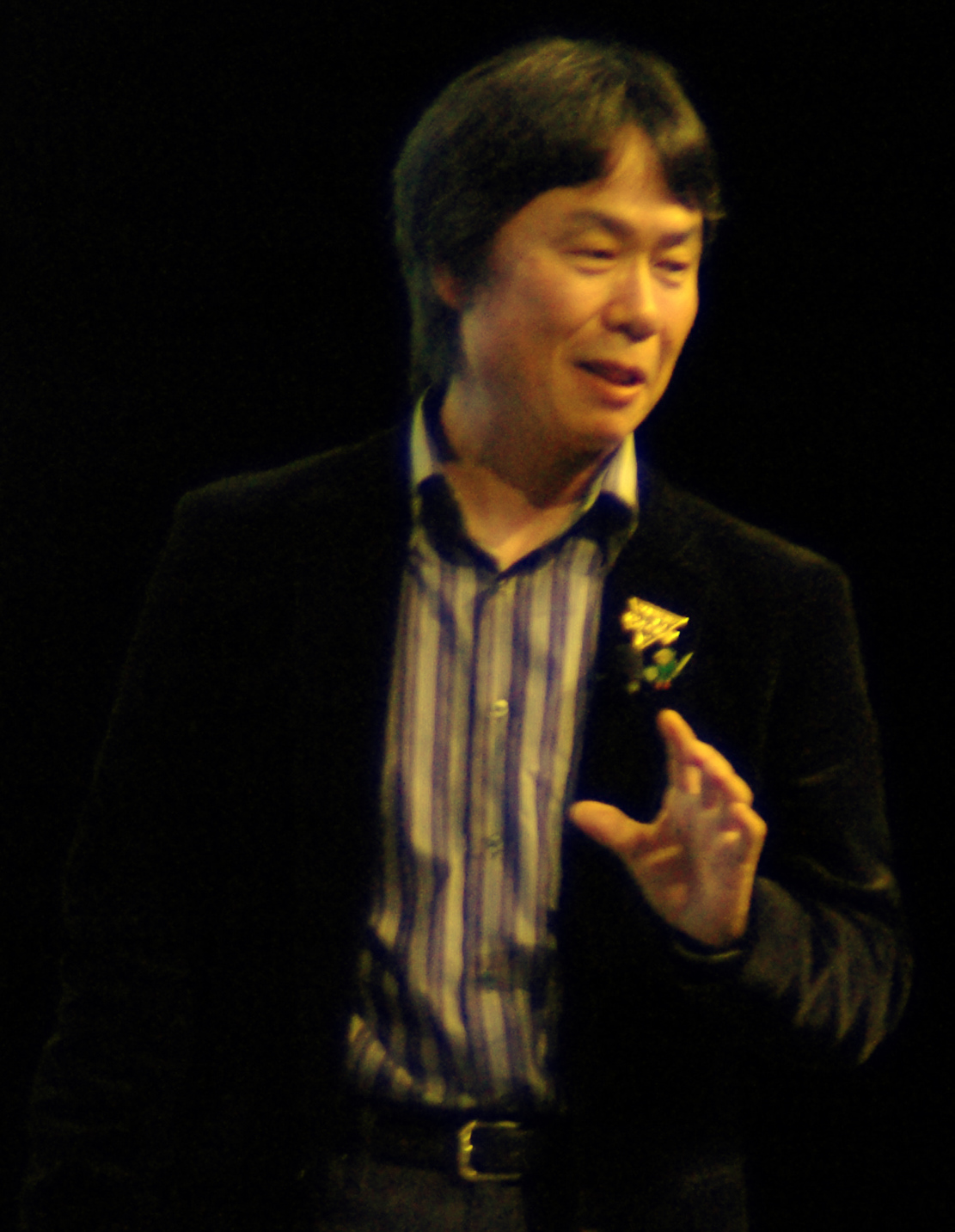
Shigeru Miyamoto, el productor de Super Mario Bros. 3, ha participat en cada videojoc de la sèrie Super Mario Bros.

Els gràfics dels personatges van ser creats mitjançant una màquina especial de gràfics ("Generador de Personatges Disseny Assistit per Ordinador"), que va generar una àmplia col·lecció formada per totes les formes gràfiques utilitzades en el joc. A les formes se'ls van assignar números que els codis van utilitzar per tenir accés durant el joc i es combinen per formar una imatge completa a la pantalla en temps real. El cartutx de Super Mario Bros. 3 usa el xip MMC3 (Memory Management Controller), que ajuda a millorar les capacitats de la NES. L'MMC3 permet quadres animats, RAM addicional per al desplaçament diagonal i un temporitzador per al split screen. El joc utilitza aquestes funcions per dividir la pantalla de joc en dues parts, un camp de joc en la part superior i una barra d'estat en la part inferior, permetent que la part superior s'utilitze per desplaçar-se mentre que la part inferior roman estàtica com una pantalla de text que brinda informació.
Una escassetat de xips el 1988 va provocar que Nintendo retardés el llançament d'alguns jocs als Estats Units, incloent SMB3. El retard, tanmateix, va presentar una oportunitat a Nintendo per promoure el joc mitjançant altres mitjans. El 1989, Tom Pollack, d'Universal Studios va informar al departament de màrqueting de Nintendo America sobre el rodatge d'una pel·lícula de videojocs, inspirada per les competicions de videojocs de l'esmentada empresa, sol·licitant a Nintendo permís per utilitzar els seus videojocs i incloure'ls en l'enregistrament d'una pel·lícula dirigida a un públic jove. Nintendo va cedir els drets, i Universal va produir així The Wizard. Durant la producció, els cineastes van sol·licitar i van obtenir l'aprovació de Nintendo respecte al guió i la representació dels jocs. Super Mario Bros. 3 va ser un dels productes que es mostren a la pel·lícula i es va utilitzar en una escena final d'un concurs de videojocs. La pel·lícula va ser estrenada el desembre de 1989, pocs mesos abans del llançament del joc.

## El joc

Un exemple de joc a Super Mario Bros. 3, on apareix en Mario utilitzant el vestit d'ós rentador per ascendir a l'aire.

Super Mario Bros. 3 és un videojoc de plataformes en 2D de desplaçament lateral similar a Super Mario Bros. 2. Tanmateix, malgrat comptar amb un mode de joc clàssic, Super Mario Bros. 3 és un joc diferent dels anteriors jocs de la saga, amb més puzzles, enemics i zones secretes, introduïts per augmentar el nivell de dificultat.
Cada regió o món es divideix en nivells i s'inclou una vuitena regió al final, sent aquest el Regne de Bowser. Els vuit mons tenen diferents característiques visuals. Per exemple, el segon món, "Desert Hill", conté nivells desèrtics amb piràmides, mentre que els nivells del quart món, "Giant Land", s'omplen amb obstacles i els enemics són més grans que als altres mons.
El jugador es desplaça a través de dues pantalles durant el joc: un mapa que mostra el món i els seus respectius nivells i el camp de joc del nivell. El mapa del món mostra una representació aèria i té diversos camins que porten de l'entrada del món a un castell. Les rutes connecten els nivells, fortaleses i altres icones del mapa i permetrà als jugadors prendre rutes diferents per arribar a la meta de cada món. La major part del joc té lloc en aquests nivells, on el jugador els ha de completar travessant, saltant i esquivant o derrotant els seus enemics.
Completar les etapes permet al jugador progressar a través del mapa del món i avançar als següents nivells. Cada món compta com a etapa final amb un enemic final, Koopaling, que es troba en una aeronau, mentre que el jugador que batalla a Bowser ho fa al seu castell. Diverses icones del mapa inclouen grans roques i portes tancades que impedeixen seguir un camí i minijocs especials que proporcionen al jugador l'oportunitat d'obtenir un poder especial (power-ups) o augmentar punts de vida. Una nova característica és l'opció del jugador per guardar els objectes obtinguts en els minijocs per al seu ús posterior a través d'un menú accessible a la pantalla del món.

### Personatges
Es mantenen com protagonistes els germans lampistes Mario i Luigi, els únics personatges amb els quals es pot jugar en aquest títol. Toad i la Princesa Toadstool passen a ser personatges secundaris, a diferència del que ocorria al Super Mario Bros. 2 occidental. Bowser novament és el principal antagonista en SMB3 al costat dels seus set fills.
En Super Mario Bros. 3 els enemics finals dels set primers mons són els Koopalings i la del vuitè és la Reina Koopa al seu propi castell. De les versions que es van llançar, els noms varien lleugerament entre la versió americana i japonesa per a NES, mentre que per a la versió del joc a Super Mario All-Stars es van mantenir els títols japonesos. Els enemics finals de cada món en ordre numèric són: Larry Koopa al món Grass Land (草原の国, Sōgen no Kuni), Morton Koopa del Desert Hill (砂漠の国, Sabaku no Kuni), Wendy O. Koopa del Ocean Side (海の国, Umi no Kuni), Iggy Koopa en el Big Island (巨大の国, Kyodai no Kuni), Roy Koopa en The Sky (空の国, Sora no Kuni), Lemmy Koopa en Iced Land (氷の国, Koori no Kuni) i Ludwig Von Koopa en el Pipe Maze (土管の国, Dokan no Kuni).
Entre els enemics menors als nivells, els Goomba i els Koopa Troopa s'inclouen de nou en aquesta entrega, de la mateixa manera que tornen a aparèixer els Blooper i els Cheep Cheep, entre d'altres. Apareixen també nous enemics, com els Boo i Thwomps en alguns castells, tenint com a cap en cada un d'ells el Boom-Boom; a més d'aparèixer versions millorades dels enemics ja coneguts, com els Paragoombas i el Big Cheep-Cheep.

### Escenaris
Al joc hi ha vuit mons, havent-hi diversos nivells a cadascun d'ells
- El país verd (Grass Land) : món 1

El país verd és el primer món del joc, on el jugador a poc a poc pot anar aprenent com funciona el joc i adaptar-se al control. Disposa de 6 nivells, una fortalesa, dos cases de Toad, un bonus de cartes, un Hammer Bros. que pot aparèixer aleatòriament a un nivell i la fortalesa volant on es troba l'enemic final del món, Larry Koopa.
- Colina deserta (Desert Hill) : món 2

El segon món té una ambientació desèrtica. Està compost de 5 nivells, però dos zones addicionals hi són presents: les sorres movedisses, on ens trobem per primera vegada un sol que pot engolir Mario i una piràmide, que funciona de manera semblant a les fortaleses dels altres mons. Hi ha també una fortalesa, dos bonus de cartes, tres cases de Toad, i tres Hammer Bros, dels quals un està ocult. El líder del món és Morton Koopa Jr
- Vora mar (Sea Side) : món 3

Aquesta vegada, l'ambientació dels nivells és aquàtica. El món està compost de 9 nivells, 2 fortalesses, 5 cases de Toad, 5 bonus amb els símbols de les cartes de la baralla francesa i dos Hammer Bros. El jugador, utilitzant l'ítem "martell", pot trencar una roca que condueix a un vaixell on es troben nombrosos bonus. L'enemic final és Wendy O. Koopa. La música d'aquest món és molt similar al tema de la font de les fades, de la sèrie de videojocs The Legend of Zelda.
- Illa gran (Big Island) : món 4

En aquest món, tot allò que es pot trobar als nivells (des de canonades fins als enemics) serà de mida gegantina, fent que Mario semble molt xicotet. 6 nivells, 4 cases de Toad, tres Hammer Bros., dos castells i un bonus amb els símbols de la baralla. Iggy Koopa és l'enemic final.
- El cel (The Sky) : món 5

Un món que es duu a terme principalment en els núvols, on cada caiguda te conseqüències fatals. Alguns nivells tenen scrolling forçat, l'efecte de pantalla que fa que aquesta "avance" i no es puga tornar enrere, fent d'aquest món un dels més difícils de superar. 9 nivells, 2 fortaleses, 3 cases de Toad, 3 bonus "Ace of Spades" i tres Hammer Bros. El cap final és el Rei Koopa.
- País congelat (Iced Land) : món 6

Un món completament congelat, que té lloc en el gel i la neu. A diferència dels mons "congelats" de Super Mario Bros., ací, el joc es veurà afectat per una superfície esvarosa (concepte introduït al món 4 de Super Mario Bros 2.). La dificultat en aquest món radica en que el sòl esvara, per la qual cosa els salts del personatge són difícils de calcular. És el món que té el major nombre de nivells: 10 nivells, tres fortaleses, 3 bonus de joc de cartes, dos cases de Toad i 3 Hammer Bros. Lemmy Koopa és l'enemic final.
- Laberint de canonades (Pipe Maze) : món 7

Un món on als nivells trobem plantes carnívores i canonades. 9 nivells, 2 fortaleses, 3 cases de Toad, 3 bonus "Ace of Spades" i dos nivells "particulars", plens de plantes carnívores. El nivell 4 destaca entre els altres per ser un nivell aquàtic amb scrolling forçat. L'enemic final en aquest món és Ludwig von Koopa. Quan el jugador acaba el món, no rep una carta de la princesa, com de costum al final de cada món, sinó una carta de Bowser, dient que ha segrestat a la princesa.
- Castell de Bowser (Castle of Koopa) : món 8

L'últim món, el cau de Bowser. Si bé el món "només" té dos nivells i una fortalesa, a banda del castell de Bowser, el jugador ha enfrontar-se en aquest món a diverses zones, que representen un "exèrcit" de Bowser (incloent-hi dos brigades de tancs, una armada i unes forces aèries. Bowser, que manté retinguda a la princesa, és l'enemic final del joc.
- Món secret (Warp Zone) : món 9

Al món secret només es pot accedir amb l'ús d'un ítem especial, el Warp Whistle, una espècie de flauta. A la Warp Zone el jugador pot elegir d'anar a altre món del joc, tenint diverses opcions que dependran del món en que s'haja obtingut l'objecte que l'activa.

### Objectes

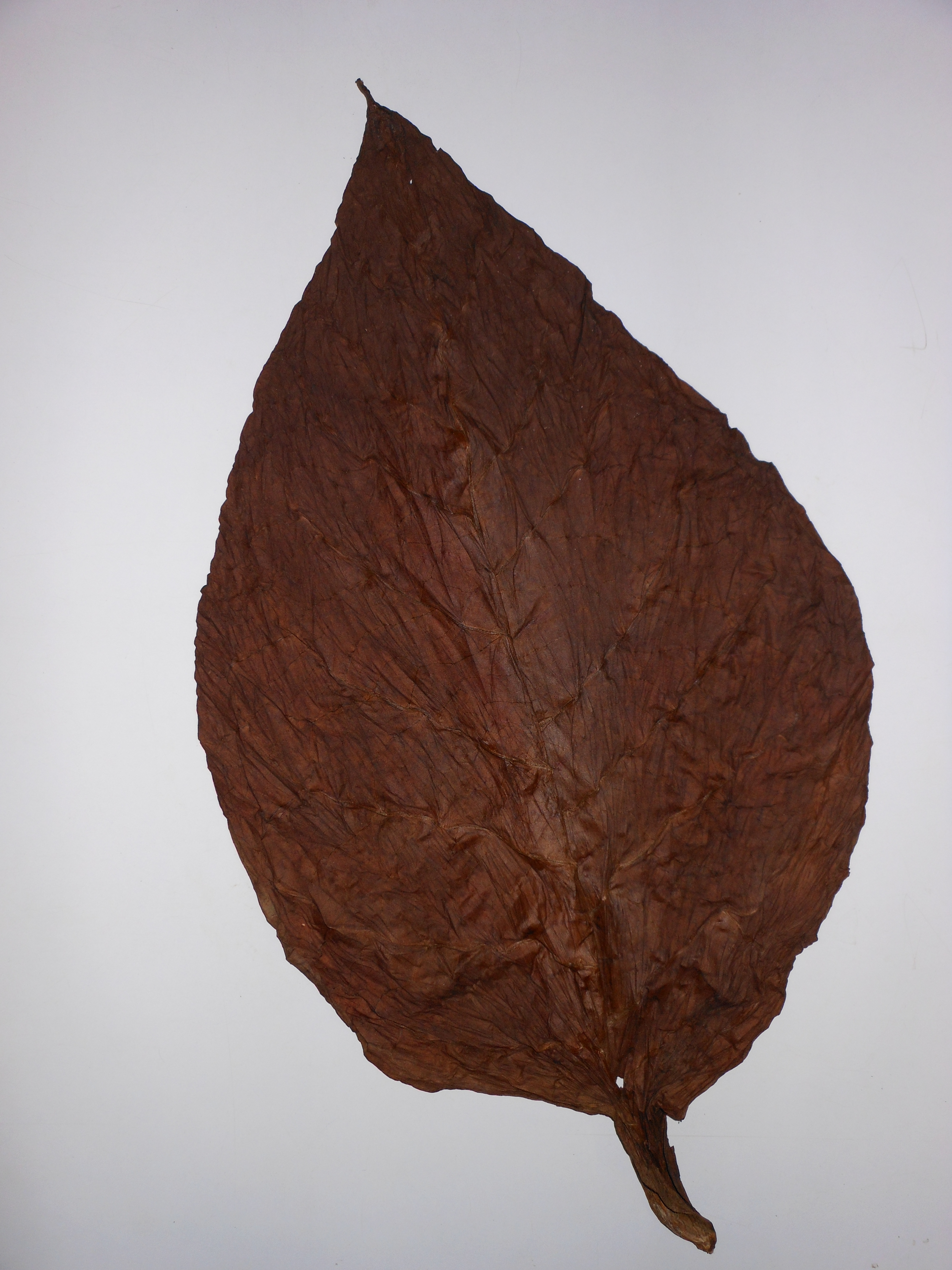
La Super Fulla és el primer power up que va permetre volar en Mario.

De la mateixa manera com en Super Mario Bros., en aquest títol Mario pot utilitzar diversos objectes diferents que li donen poders especials. Aquestos s'aconsegueixen en diversos punts dels diferents nivells, en els minijocs - com en la casa de Toad -, a les cartes de la Princesa Peach, etc. Es poden obtenir vides extra jugant a un joc de ruleta amb símbols de cartes que apareix en finalitzar un nivell, jugant al joc de la memòria a través del N-Mark Spade Panel que hi pot aparèixer al mapa del món, o recopilant 100 monedes, com en SMB.
En Super Mario Bros. 3 s'inclouen quatre ítems que ja apareixien al SMB original, aquests són: la Super Estrela (スーパースター, Sūpā Sutā), que, tocant a Mario, fa que aquest siga temporalment invencible, sent immune a la mort per qualsevol mitjà excepte per lava i per una caiguda a un pou sense fons; el champiñón rojo (スーパーキノコ, Sūpā Kinoko, o Super Xampinyó), que duplica la mida de Mario, transformant-lo en Super Mario. Pot trencar maons colpejant-los per baix i rebre un cop sense morir. La flor de foc (ファイアフラワー, Faia Furawā), amb la qual Super Mario passa a ser Fire Mario i pot llançar boles de foc que reboten a terra i ajuda a derrotar més fàcilment alguns enemics. I finalment el Xampinyó verd (1UPキノコ, 1UP Kinoko, o Xampinyó 1-Up). En diversos punts dels nivells, Mario i Luigi poden trobar aquests fongs especials, amb els quals obtenen una vida extra.
A més dels ja esmentats, en SMB3 s'afegeixen, també, la Super Fulla (スーパーこのは, Sūpā Konoha), que converteix Super Mario en Mario "Ós rentador" (Raccoon Mario), amb el qual pot utilitzar la seua cua per colpejar els enemics. Agitant la seua cua, Mario pot descendir lentament d'un salt, i fins i tot volar breument (si realitza el sant corrent). El vestit de gripau (カエルスーツ, Kaeru Sūtsu) dificulta el moviment a terra, però dona la capacitat de nedar de manera més ràpid, permetent avançar contra corrent i dins de canonades secretes submarines. El vestit d'os rentador (タヌキスーツ, Tanuki Sūtsu) permet a Mario volar, de la mateixa manera que ho fa Racoon Mario. A més permet al personatge el convertir-se en estàtua, la qual cosa proporciona immunitat temporal. Aquest vestit està inspirat en el Tanuki, animal mític japonès. El vestit de martell (ハンマースーツ, Hanmā Sūtsu), amb el qual Mario pot llançar martells, com els "Hammer Brothers". Mentre el jugador estiga ajupit, es fa invencible davant dels atacs de boles de foc. La Bota de Goomba (クリボーの靴, Kuribō no Kutsu) és un objecte on Mario pot ingressar i així trepitjar Plantes Piranya i Trampes de Foc per destruir-les. L'habilitat de salt també millora. La bota només està disponible en el nivell 5-3 i es perd quan el jugador l'acaba. Per acabar, la P-Wing (Pスイッチ, P Suitchi), que converteix Mario en Racoon Mario, però permetent-li al jugador volar un nivell sencer sa i estalvi d'amenaces.
Finalment, s'inclouen també articles exclusius per a la pantalla de mons (selecció de nivell) com el núvol de Lakitu (ジュゲムの雲, Jugemu no Kumo), que quan s'utilitza fa que la icona de Mario al mapa passe a ser un núvol i aquest pot superar un nivell encara que no s'haja acabat; la flauta màgica, ítem que funciona de manera similar als warp pipes ("canonades de distorsió", que són les més utilitzats en Super Mario Bros.), podent transportar-se Mario en altres mons de manera ràpida. Només hi ha tres flautes màgiques en el joc. Altre ítem més és l'Àncora, que evita que l'aeronau es menege d'un lloc a l'altre en cas de no derrotar l'enemic final; la caixa de música, que permet fer dormir els Hammer Bros. i als "nivells de plantes piranya" del món 7. Per acabar, el martell, que permet trencar pedres del mapa i matar fantasmes.

### Diferències en els diàlegs
A més de tenir xicotetes diferències en els títols dels mons, la versió japonesa i americana difereixen també en els diàlegs entre Toad i Mario i la Princesa Toadstool amb aquest últim. Així, cada vegada que s'ingressa en un nivell de castell, Toad rep el jugador amb el següent missatge (versió japonesa i americana respectivament):
| « | たいへん！ たいへん！ おうさま が こんな すがた に かえられたよ。 まほう の つえ とり かえして ください。 | És terrible! El rei ha estat canviat! Per favor, recupera la vareta màgica. | » |

| « | Oh, it's terrible! The King has been transformed! Please find the magic wand so we can change him back. | Oh, és terrible! El Rei ha estat transformat! Per favor, troba la vareta màgica per poder canviar-lo com era abans. | » |

Essent ambdós missatges lleugerament diferents. En canvi, després de derrotar Bowser i trobar-se amb la Princesa, les versions canvien significativament. Mentre que a la versió japonesa la Princesa originalment diu:
| « | ありがとう！ やっと きのこ の せかい に へいわ が もどりました。 おしまいっ！ | Gràcies! Per fi el món Xampinyó tornarà a estar en pau Això és tot! | » |

A la versió americana se cita:
| « | Thank you. But our princess is in another castle!... Just kidding! Ha ha ha! Bye Bye. | Gràcies. Però la nostra princesa està en un altre castell!... Només feia broma! Ha ha ha! Adéu!. | » |

Fent referència a la frase que diu Toad a Mario a Super Mario Bros. en ser rescatat pel personatge protagonista després de derrotar Bowser als set primers mons.

## Recepció
Super Mario Bros. 3 va ser líder de vendes durant el seu llançament, sent un dels jocs més venuts de tots els temps. El 1993, el joc havia venut 4 i 7 milions d'unitats al Japó i els Estats Units respectivament, obtenint Nintendo més de 500 milions de dòlars en ingressos. Segons l'escriptor David Sheff, si SMB3 hagués estat un disc musical, hauria obtingut 11 discs de platí. El 2008, el Llibre Guinness de Rècords Mundials va considerar SMB3 com el videojoc més venut separadament d'una consola, i va informar que les vendes mundials superaven els 18 milions de còpies. Game Informer va reportar l'octubre de 2009 que la versió de Virtual Console havia venut un milió de còpies.
El títol va tindre una bona acollida per les revistes de videojocs. Julian Rignall de Mean Machines es refereix a Super Mario Bros. 3 com el «millor videojoc» que mai ha jugat, citant que és un addictiu joc que ofereix intensitat i desafiament. Un segon revisor de Mean Machines, Matt Regan, va predir que el joc seria un èxit de vendes al Regne Unit, i es va fer eco de la lloança de Rignall nomenant-lo un «joc realment brillant». Regan va dir a més que el joc ofereix elements perquè els jugadors posaren a prova els seus «cervells i reflexos», i encara que els gràfics eren simples, eren «increïblement variats». En una revisió preliminar del joc Nintendo Power li va donar una alta qualificació en gràfics, audio, repte, jugabilitat, i diversió. Edge Magazine va considerar Super Mario Bros. 3 com el títol excel·lent de Nintendo durant 1988, i va comentar que el seu èxit va eclipsar al primer Super Mario Bros. com una fita en vendes, ja que encara que el primer títol va vendre 40 milions de còpies, el Super Mario Bros. original va ser inclòs en packs al costat de la consola NES. A més, van elogiar el mapa de mons per ser una alternativa elegant a un menú per seleccionar els nivells.
Skyler Miller de Allgames, va elogiar molts dels elements del joc: disseny de nivells, gràfics, música i el seu sistema de joc no lineal. Dengeki es refereix al joc com un títol popular i va expressar la seua emoció després del seu llançament a la consola Game Boy Advance. Sobre el joc, els articles ocults van ser elements molt ben rebuts. Rignall els considera un component addictiu del joc, i Sheffield afirma que trobar els objectes secrets en el joc, tals com les flautes, suposa sempre una gran satisfacció.
Les crítiques es van centrar en diferents aspectes del joc. Miller considerà l'exclusió d'un sistema per guardar el progrés, mentre que Rignall descriu l'audio i gràfics com antiquats en comparació amb els jocs dels sistemes més innovadors de l'època, Sega Mega Drive i Super Nintendo. El joc també va ser criticat pel seu nivell de dificultat relativament alt.
A causa de la seua popularitat Super Mario Bros. 3 ha aparegut en nombroses llistes de vendes de videojocs. El joc va debutar en la llista de Nintendo Power en el número 20 el setembre de 1989. Va ingressar en els 10 millors pocs mesos després i per a maig de 1990 estava en primer lloc. Super Mario Bros. 3 es va mantenir entre els 20 millors per més de cinc anys. Més d'una dècada després, la revista va qualificar el joc com el número sis en una llista sobre els 200 millors jocs de Nintendo. El joc es troba al lloc 11, darrere de Super Mario Bros. 3, en la llista "Els 100 jocs més grandiosos de Nintendo de tots els temps" de la Official Nintendo Magazine. El 2007, Screwattack va nomenar a Super Mario Bros. 3 el millor joc de la franquícia, així com el millor joc en la NES, fent esment dels seus gràfics, power-ups, ítems i popularitat, per finalment afirmar que «és simplement increïble» i «si no han experimentat aquesta grandesa, quina llàstima». En una enquesta duta a terme per Dengeki, va empatar amb Super Mario World com el número tres en la llista de videojocs que els seus lectors havien jugat per primera vegada.
El joc ha estat classificat en algunes de les llistes de "Top Games" d'IGN. El 2005, va estar al lloc 23 entre 100 jocs, i va reconèixer el seu control precís i intuïtiu. Els editors d'IGN dels Estats Units, el Regne Unit, i Austràlia van situar Super Mario Bros. 3 en el número 39 al seu "Top 100 Games" de 2007, citant Miyamoto pels seus «enginyosos» dissenys. Així mateix, van comentar que el joc va millorar amb «conceptes brillants» respecte dels títols anteriors amb nous power-ups i enemics. Lectors de la pàgina web el van col·locar a les posicions 32 el 2005 i 21 en 2006 dels respectius "Top Games". El 2007, va ser inclòs en el Game Canon, una llista dels deu videojocs més importants de la història seleccionats per un comitè per preservar els títols clau dins de la indústria, creat a imatge i semblança del National Film Registry de la Library of Congress. El 2009 Game Informer va situar Super Mario Bros. 3 al lloc 9 de la seua llista de "The Top 200 Games of All Time", afirmant que és «un joc amb un poder durador increïble que no s'oblida aviat».

## Llegat
Super Mario Bros. 3 va introduir diversos elements que van ser transferits a posteriors jocs de Mario. Un mapa de mons similar s'utilitza en Super Mario World o en New Super Mario Bros., i l'habilitat de Mario per volar ha estat una característica utilitzada en els jocs Super Mario World i Super Mario Galaxy. El cabell roig de Bowser va ser afegit al disseny del personatge en el joc i des de llavors s'ha convertit en una part del seu aspecte normal, malgrat que es va agregar originalment en la pel·lícula d'anime Super Mario Bros.: Peach-Hime Kyushutsu Dai Sakusen!, estrenada el 1986. A través d'una col·laboració entre NBC i Nintendo America, una sèrie animada titulada The Adventures of Super Mario Bros. 3 va ser creada el 1990 per DIC Entertainment. El xou es transmetia setmanalment i presentava nombrosos personatges, enemics, i escenaris del videojoc. Altres productes de Nintendo han inclòs diversos elements del joc. La música de Super Mario Bros. 3 apareix com una pista en Nintendo Sound Selection Koopa, una col·lecció de cançons dels jocs de Nintendo. També es van emprar diverses fases del joc i gràfics com a tema de fons en el joc de Nintendo DS de 2006, Tetris DS.

### Versions alternatives
De la mateixa manera que va ocórrer amb Super Mario Bros. i Super Mario Bros. 2, SMB3 va ser redissenyat i inclòs en el joc Super Mario All-Stars, un cartutx recopilatori de 1993 per a SNES, que incloïa aquestos tres jocs i Super Mario Bros.: The Lost Levels. SMB3 també va ser adaptat per a la consola Game Boy Advance en el joc de 2003 Super Mario Advance 4: Super Mario Bros. 3, versió del joc que inclou diverses actualitzacions. Aquesta versió compta amb gràfics similars a la versió de Snes, junt amb una paleta de colors més àmplia. També inclou el mini-joc Mario Bros. permet fins a quatre jugadors en lloc de dos, i el perifèric Nintendo e-Reader dona accés al jugador als tutorials, així com a nous temes i nivells. El 2007, cap a final d'any Super Mario Bros. 3 va ser llançat a través de la Consola Virtual de Wii, en una versió fidedigna al joc original de NES, tant gràficament, com pel que fa als modes de joc.